# Tribu reconeguda federalment

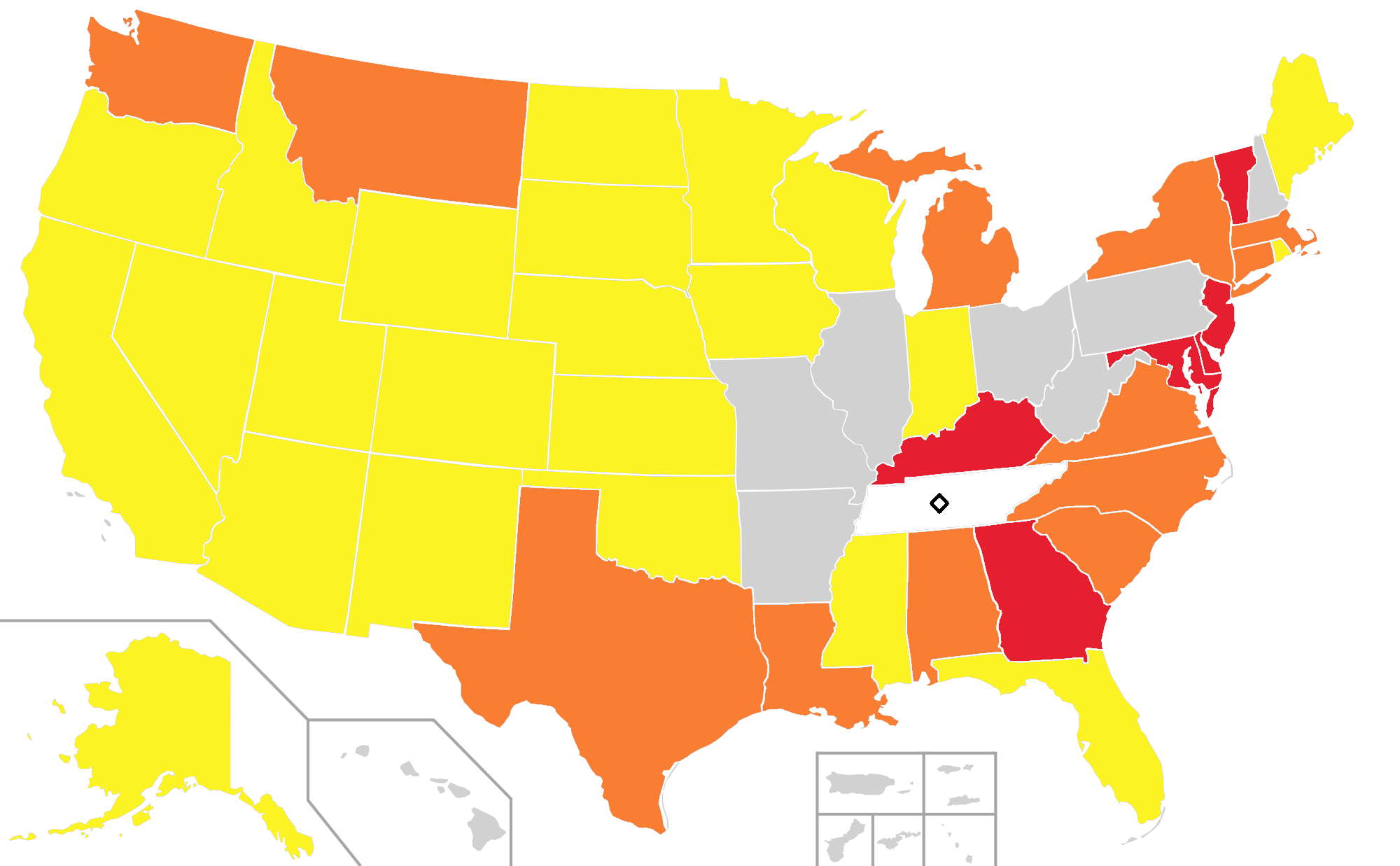
Groc - estats amb les entitats tribals federalment reconegudes; Roig - estats on l'estat reconeix les entitats tribals; Taronja - Estats amb reconeixement tribal tant federal com estatal; Blanc - l'estatut de reconeixement tribal a Tennessee és incert en aquest escrit

Tribu reconeguda federalment és la tribu dels amerindis dels Estats Units reconeguda legalment pel Bureau of Indian Affairs (BIA) del Departament d'Interior dels Estats Units. Als Estats Units, la tribu índia és una unitat fonamental, i la Constitució atorga al Congrés dels Estats Units el dret a interaccionar amb les tribus. Més específicament, la Cort Suprema dels Estats Units a Estats Units contra Sandoval, 231 EUA 28 (1913), va advertir, "no és ... que el Congrés pugui portar una comunitat o grup de persones dins dels límits d'aquest poder de manera arbitrària anomenant-los tribu índia, sinó només que, amb relació a les comunitats indígenes clarament la qüestió de si, en quina mesura i de quina hora han de ser reconegudes i tractades com a tribus dependents" (at 46). El reconeixement tribal federal garanteix a les tribus el dret a certs beneficis i està controlat en gran part pel Bureau of Indian Affairs (BIA).
Mentre intenten determinar quins grups eren elegibles per al reconeixement federal en els anys 1970, els funcionaris del govern
foren molt conscients de la necessitat de procediments consistents. Per il·lustrar-ho, diverses tribus federalment reconegudes trobaren obstacles per dur a terme reclamacions de terres. Estats Units contra Washington (1974) va ser un cas judicial que va confirmar els drets de pesca reconeguts per tractat de les tribus de Washington, i altres tribus van exigir que el govern dels EUA el reconeixement del títol aborigen. Tot això va culminar amb la Llei d'Assistència a l'Autodeterminació i Educació Indígena de 1975, que legitima les entitats tribals legalment per la restauració de l'autodeterminació dels amerindis dels Estats Units.
El 1978, la BIA publicar normes definitives amb els procediments que els grups havien de complir per assegurar el reconeixement tribal federal. Hi ha set criteris. Quatre han demostrat ser un problema de provar per a la majoria dels grups: comunitat històrica antiga, identificació exterior com a indis, autoritat política, i descendir d'una tribu històrica. Mentre el Congrés i els tribunals federals poden conferir reconeixement federal, aquestes vies han estat cada vegada més difícils des de 1978. La majoria de les tribus han de presentar peticions detallades a la Office of Federal Acknowledgment (OFA) de la BIA.
L'agost de 2012 el Registre Federal dels Estats Units va emetre una llista oficial de les 566 tribes considerades Entitats índies reconegudes amb dret a rebre els serveis del Bureau of Indian Affairs dels Estats Units. El web USA.gov, portal web oficial del govern federal, també manté una llista actualitzada dels governs tribals Arxivat 2011-11-27 a Wayback Machine..

## Llista de tribus reconegudes federalment segons estat
Diversos estats de la Unió o altres territoris amb estatus d'associats a la Unió no tenen encara tribus reconegudes a nivell federal com ara Delaware, Arkansas, Districte de Colúmbia, Geòrgia, Hawaii, Illinois, Nova Jersey, Nou Hampshire, Ohio, Puerto Rico Tennessee, Pennsilvània, Missouri, Vermont, Virgínia o Virgínia Occidental. A continuació s'enumeren estratificadament les reserves

### Alabama
1. Banda Poarch dels indis creek d'Alabama
(abans Nació Creek a l'Est del Mississippí)

### Arizona
1. Comunitat índia Ak-Chin de la reserva índia Maricopa (Ak Chin)
2. Tribu Cocopah d'Arizona
3. Nació Yavapai Fort McDowell
(abans Comunitat Mohave-Apache de la reserva índia de Fort McDowell)
4. Comunitat índia Gila River
5. Tribu Havasupai de la reserva Havasupai
6. Tribu Hopi d'Arizona
7. Tribu Hualapai de la reserva índia Hualapai d'Arizona
8. Paiutes Kaibab
9. Tribu Pascua Yaqui d'Arizona
10. Comunitat índia Pima-Maricopa Salt River
11. Tribu Apatxe San Carlos de la reserva índia Apatxe San Carlos
12. Tribu Paiute del Sud San Juan d'Arizona
13. Nació Tohono O'odham d'Arizona
(abans tribu índia Pàpago)
14. Tribu Tonto Apatxe d'Arizona
15. Tribu Apatxe White Mountain de la reserva índia Fort Apache
16. Nació Yavapai-Apatxe de la reserva índia Camp Verde
17. Tribu Yavapai-Prescott de la reserva índia Yavapai

Diversos estats:
1. Tribus de la reserva índia del Riu Colorado, Arizona i Califòrnia
2. Tribus de la reserva índia Fort Mojave, Arizona, Califòrnia i Nevada
3. Nació Navajo, Arizona, Nou Mèxic i Utah
4. Tribu Quechan de la reserva índia Fort Yuma, Califòrnia i Arizona

### Califòrnia
1. Banda Agua Caliente d'indis Cahuilla de la reserva índia Agua Caliente de Califòrnia
2. Ranxeria índia Alturas
3. Banda Augustine d'indis Cahuilla Indians
(antigament banda Augustine dels indis Cahuilla de la Missió)
4. Banda Bear River de la Ranxeria Rohnerville
5. Ranxeria Berry Creek dels indis Maidu
6. Ranxeria Big Lagoon
7. Tribu Paiute Big Pine de la vall d'Owens
8. Ranxeria Big Sandy dels indis monachi
9. Ranxeria Big Valley dels indis Pomo de Califòrnia
10. Ranxeria Blue Lake
11. Colònia índia Paiute Bridgeport de Califòrnia
12. Ranxeria Buena Vista d'indis Me-Wuk de Califòrnia
13. Banda Cabazon d'indis de Missió
(abans Banda Cabazon d'indis Cahuilla de la Missó a la reserva Cabazon)
14. Banda Cachil DeHe d'indis Wintun de la comunitat índia Colusa de la ranxeria Colusa de Califòrnia
15. Banda Cahuilla d'indis de la Missió de la reserva Cahuilla
16. Tribu índia Cahto de la ranxeria Laytonville, Califòrnia
17. Tribu miwok de la Vall de Califòrnia
(abans Ranxeria Sheep Ranch dels indis Me-Wuk de Califòrnia)
18. Banda Campo d'indis de Missió Diegueño de la reserva índia Campo de Califòrnia
19. Banda Capitan Grande d'indis de Missió Diegueño de Califòrnia:
  1. Grup Barona de la Banda Capitan Grande d'Indis de Missió de la reserva Barona, Califòrnia
  2. Grup Viejas de la Banda Capitan Grande d'Indis de Missió de la reserva Viejas, Califòrnia
20. Ranxeria Cedarville
21. Tribu índia Chemehuevi de la reserva índia Chemehuevi
22. Comunitat índia Cher-Ae Heights de la ranxeria Trinidad
23. Ranxeria Chicken Ranch d'indis Me-Wuk de Califòrnia
24. Ranxeria Cloverdale d'indis Pomo de Califòrnia
25. Ranxeria Cold Springs d'indis monachi de Califòrnia
26. Ranxeria índia Cortina d'indis Wintun de Califòrnia
27. Banda Coyote Valley d'indis Pomo de Califòrnia
28. Banda Timbi-Sha Xoixoni de Death Valley de Califòrnia
29. Ranxeria Dry Creek d'indis Pomo
30. Colònia índia Elem d'indis Pomo de la ranxeria Sulphur Bank, Califòrnia
31. Ranxeria Elk Valley
32. Ranxeria Enterprise d'indis Maidu de Califòrnia
33. Banda Ewiiaapaayp d'indis Kumeyaay
(antigament Comunitat Cuyapaipe d'indis de Missió Diegueño de la reserva Cuyapaipe)
34. Indis federats de la ranxeria Graton
(abans Ranxeria Graton)
(abans Federats Miwok de la Costa)
35. Comunitat Índia Fort Bidwell de la Reserva Fort Bidwell de Califòrnia
36. Comunitat índia paiute de Fort Independence
37. Ranxeria Greenville d'indis Maidu
38. Ranxeria índia Grindstone d'indis Wintun-Wailaki
39. Ranxeria Guidiville de Califòrnia
40. Pomo Habematolel d'Upper Lake
(antigament Banda Upper Lake d'indis Pomo de la ranxeria Upper Lake de Califòrnia)
41. Tribu Hoopa Valley de Califòrnia
42. Banda Hopland d'indis Pomo de la ranxeria Hopland
43. Banda Inaja d'indis de Missió Diegueño de la reserva Inaja i Cosmit
44. Banda Ione d'indis miwok
45. Ranxeria Jackson d'indis Me-Wuk de Califòrnia
46. Vila índia Jamul
47. Banda Juaneño d'indis de missió, Nació Acjachemen
48. Tribu Karuk de Califòrnia
49. Banda Kashia d'indis Pomo de la ranxeria Stewarts Point
50. Banda La Jolla d'indis Luiseño de la reserva La Jolla de Califòrnia
51. Banda La Posta d'indis de Missió Diegueño de la reserva índia La Posta, Califòrnia
52. Ranxeria Lower Lake
53. Banda Los Coyotes d'indis Cahuilla i Cupeño de la reserva Los Coyotes, Califòrnia
(antigament Banda Los Coyotes d'indis de Missió Cahuilla de la reserva Los Coyotes)
54. Ranxeria Lytton
55. Banda Manchester d'indis Pomo de la ranxeria Manchester
56. Banda Manzanita dels indis de Missió Diegueño de la reserva Manzanita
57. Tribu índia Mechoopda de la ranxeria Chico
58. Banda Mesa Grande d'indis de Missió Diegueño de la reserva índia Mesa Grande
59. Ranxeria Middletown d'indis Pomo de Califòrnia
60. Ranxeria Mooretown d'indis maidu
61. Banda Morongo d'indis de Missió Cahuilla de la reserva Morongo de Califòrnia
62. Ranxeria Northfork d'indis monachi de Califòrnia
63. Indis Paiute-Xoixoni de la comunitat Bishop de la colònia Bishop
64. Tribu Paiute-Xoixoni de Lone Pine
65. Banda Pala d'indis de Missió Luiseño de la reserva Pala
66. Banda Paskenta d'indis nomlaki
67. Banda Pauma Band d'indis de Missió Luiseño de la reserva Pauma & Yuima
68. Banda Pechanga d'indis de Missió Luiseño de la reserva Pechanga
69. Ranxeria Picayune d'indis chukchansi
70. Nació Pomo Pinoleville
(abans Ranxeria Pinoleville dels indis Pomo de Califòrnia)
71. Tribu Pit River
includes:
  1. Ranxeria XL
  2. Ranxeria Big Bend
  3. Ranxeria Likely
  4. Ranxeria Lookout
  5. Ranxeria Montgomery Creek
  6. Ranxeria Roaring Creek
72. Tribu Potter Valley
(antigament Ranxeria Potter Valley d'indis Pomo de Califòrnia)
73. Comunitat índia Quartz Valley de la reserva Quartz Valley de Califòrnia
74. Banda Ramona dels Cuahilla
75. Ranxeria Redding
76. Ranxeria Redwood Valley dels indis Pomo
77. Ranxeria Resighini
(antigament Comunitat índia costanera d'indis Yurok de la ranxeria Resighini)
78. Banda Rincon dels indis Luiseño de la reserva Rincon
79. Ranxeria Robinson dels indis Pomo de Califòrnia
80. Tribus índies de la reserva índia Round Valley
(antigament Comunitat índia Covelo)
81. Ranxeria índia Rumsey dels indis Wintun de Califòrnia
82. Banda San Manuel dels indis de Missió Serrano de la reserva San Manuel de Califòrnia
83. Banda San Pasqual dels indis de Missió Diegueño
84. Comunitat índia de la Ranxeria Santa Rosa
85. Banda Santa Rosa d'indis Cahuilla
(antigament Banda Santa Rosa d'indis de Missió Cahuilla de la reserva Santa Rosa)
86. Banda Santa Ynez d'indis de Missió Chumash de la reserva Santa Ynez
87. Banda Santa Ysabel d'indis de Missió Diegueño de la reserva Santa Ysabel
88. Banda Scotts Valley dels indis de Califòrnia
89. Ranxeria Sherwood Valley dels indis Pomo de Califòrnia
90. Banda Shingle Springs d'indis miwok, ranxeria Shingle Springs (Verona Tract), Califòrnia
91. Ranxeria Smith River
92. Banda Soboba d'indis Luiseño
(antigament Banda Soboba d'indis de Missió Luiseño de la reserva Soboba)
93. Ranxeria índia Susanville
94. Banda Sycuan de la Nació Kumeyaay
(antigament Banda Sycuan d'indis de Missió Diegueño de Califòrnia)
95. Ranxeria Table Mountain
96. Tribu índia Tejon de Califòrnia
97. Indis Cahuilla del desert Torres Martinez
(antigament Banda Torres-Martinez d'indis de Missió de Califòrnia)
98. Tribu índia Tule River de la reserva índia Tule River
99. Banda Tuolumne d'indis Me-wuk de la ranxeria Tuolumne de Califòrnia
100. Banda Twenty-Nine Palms d'indis de Missió de Califòrnia
101. Comunitat índia United Auburn de la ranxeria Auburn de Califòrnia
102. Tribu paiute Utu Utu Gwaitu de la reserva Benton
103. Ranxeria Wilton
104. Tribu Wiyot de Califòrnia
(antigament Tribu Wiyot-Reserva Table Bluff)
105. Tribu yurok de la Reserva índia Yurok

Diversos estats:
1. Tribus de la reserva índia del Riu Colorado, Arizona i Califòrnia
2. Tribus de la reserva índia Fort Mojave, Arizona, Califòrnia i Nevada
3. Tribu Quechan de la reserva índia Fort Yuma, Califòrnia i Arizona
4. Tribu Washoe de Nevada i Califòrnia
  1. Colònia Carson
  2. Colònia Dresslerville
  3. Colònia Woodfords
  4. Colònia Stewart
  5. Ranxos Washoe

### Carolina del Nord
1. Banda Eastern dels indis Cherokee

### Carolina del Sud
1. Nació índia Catawba
(aka Tribu Catawba de Carolina del Sud)

### Colorado
1. Tribu índia Southern Ute de la Reserva índia Southern Ute

Diferents estats:
1. Tribu Ute Mountain de la reserva índia Ute Mountain, Colorado, Nou Mèxic i Utah

### Connecticut
1. Tribu Mashantucket Pequot
2. Tribu índia Mohegan

### Dakota del Nord
1. Tribu Spirit Lake
2. Tres Tribus Afiliades de la reserva índia de Fort Berthold

Diversos estats:
1. Reserva índia de Standing Rock de Dakota del Nord i Dakota del Sud
2. Banda d'indis chippewa de Turtle Mountain de Dakota del Nord (també a Montana i Dakota del Sud)

### Dakota del Sud
1. Tribu Sioux Cheyenne River de la reserva Cheyenne River
2. Tribu Sioux Crow Creek de la reserva Crow Creek
3. Tribu Flandreau Santee Sioux
4. Tribu Sioux Lower Brule de la reserva Lower Brule
5. Tribu Sioux Oglala de la reserva índia de Pine Ridge
6. Tribu Sioux Rosebud de la reserva índia de Rosebud
7. Sisseton Wahpeton Oyate de la reserva índia de Lake Traverse
8. Tribu Yankton Sioux

Diversos estats:
1. Reserva índia de Standing Rock de Dakota del Nord i Dakota del Sud
2. Banda d'indis chippewa de Turtle Mountain de Dakota del Nord (també a Montana i Dakota del Sud)

### Florida
1. Tribu d'indis Miccosukee de Florida
2. Tribu Seminola de Florida
  1. Reserva índia seminola Dania
  2. Reserva índia seminola Big Cypress
  3. Reserva índia seminola Brighton
  4. Reserva índia seminola Hollywood
  5. Reserva índia Tampa

### Idaho
1. Tribu Coeur d'alêne de la reserva Coeur D'Alene
2. Tribu Kootenai d'Idaho
3. Tribu Nez Percé d'Idaho
4. Tribus xoixoni-bannock de la reserva índia Fort Hall

### Indiana
Diversos estats:
1. Banda Pokagon d'indis Potawatomi, Michigan i Indiana

### Iowa
1. Tribu Sac i Fox Tribe del Mississippi a Iowa

### Kansas
1. Tribu d'indis Kickapoo de la reserva Kickapoo de Kansas
2. Banda Prairie de la Nació Potawatomi

Diversos estats:
1. Tribu Iowa de Kansas i Nebraska
2. Nació Sac i Fox de Missouri a Kansas and Nebraska

### Kentucky
Cap

### Louisiana
1. Tribu Chitimacha de Louisiana
2. Tribu Coushatta de Louisiana
3. Banda Jena d'indis choctaw
4. Tribu índia Tunica-Biloxi de Louisiana

### Maine
1. Banda Aroostook d'indis micmac de Maine
2. Banda Houlton d'indis Maliseet
3. Tribu Passamaquoddy de Maine
4. Tribu Penobscot de Maine

### Maryland
Cap

### Massachusetts
1. Tribu Mashpee Wampanoag de Massachusetts
2. Tribu Wampanoag de Gay Head (Aquinnah) de Massachusetts
(antigament Consell Tribal Wampanoag de Gay Head, Inc.)

### Michigan
1. Comunitat índia Bay Mills
2. Banda Grand Traverse d'indis Ottawa i Chippewa
3. Comunitat índia Hannahville
4. Comunitat índia Keweenaw Bay
5. Banda Lac Vieux Desert dels chippewa del llac Superior
6. Banda Little River d'indis Ottawa
7. Bandes Little Traverse Bay Bands d'indis Odawa
8. Banda Match-e-be-nash-she-wish d'indis Pottawatomi de Michigan
(abans Tribu índia Gun Lake)
(antigament Banda Gun Lake Village & Banda Ottawa Colony d'indis ottawa Grand River)
9. Banda Nottawaseppi Huron de Potawatomi
(abans Huron Potawatomi, Inc.)
10. Nació Tribal Saginaw Chippewa de Michigan
11. Tribu Sault Ste. Marie d'indis chippewa de Michigan

Diversos estats:
1. Banda Pokagon d'indis Potawatomi, Michigan i Indiana

### Minnesota
1. Comunitat índia Lower Sioux
2. Tribu Chippewa de Minnesota
composta de sis reserves:
  1. Banda Chippewa Bois Forte (Nett Lake)
  2. Banda Grand Portage
  3. Banda Leech Lake
  4. Banda Ojibwa Mille Lacs
  5. Banda Ojibwa White Earth
3. Comunitat índia Prairie Island
4. Banda d'indis chippewa Red Lake
5. Comunitat Sioux Shakopee Mdewakanton
6. Comunitat índia Upper Sioux de Minnesota

Diversos estats:
1. Nació Ho-Chunk de Wisconsin (també a Minnesota)
(antigament Tribu Winnebago de Wisconsin)
2. Tribu Chippewa de Minnesota
  1. Banda Fond du Lac dels Chippewa de Llac Superior (també a Wisconsin)

### Mississippí
1. Banda Mississippi d'indis choctaw

### Montana
1. Tribus Assiniboine i Sioux de la reserva índia Fort Peck de Montana
2. Tribu Blackfeet de la reserva índia Blackfeet de Montana
3. Indis Chippewa-Cree de la reserva Rocky Boy’s de Montana
4. Tribus Confederades Salish i Kootenai
5. Reserva índia Crow de Montana
6. Comunitat índia Fort Belknap de la reserva índia Fort Belknap de Montana
7. Tribu Northern Cheyenne de la reserva índia Northern Cheyenne de Montana

Diversos estats:
1. Banda d'indis chippewa de Turtle Mountain de Dakota del Nord (també a Montana i Dakota del Sud)

### Nebraska
1. Tribu Omaha de Nebraska
2. Tribu Ponca de Nebraska
3. Santee Sioux Nation, Nebraska
(antigament Tribu Santee Sioux de la reserva Santee de Nebraska)
4. Tribu Winnebago de Nebraska

Diversos estats:
1. Tribu Iowa de Kansas i Nebraska
2. Nació Sac i Fox de Missouri a Kansas i Nebraska

### Nevada
1. Tribu xoixon de la reserva Duckwater
2. Tribu Ely Shoshone de Nevada
3. Tribu d'indis paiute Las Vegas de la colònia índia Las Vegas
4. Tribu paiute Lovelock de la colònia índia Lovelock
5. Banda Moapa dels indis paiute
6. Tribu paiute-xoixoni de la reserva i colònia Fallon
7. Tribu paiute Pyramid Lake de la reserva Pyramid Lake
8. Colònia índia Reno-Sparks
9. Tribus xoixoni-paiute de la reserva Duck Valley de Nevada
10. Tribu Te-Moak de xoixons occidentals de Nevada
Formada per quatre bandes:
  1. Banda Battle Mountain
  2. Banda Elko Band
  3. Banda South Fork
  4. Banda Wells
11. Tribu paiute de Llac Summit de Nevada
12. Tribu paiute Walker River de la reserva Walker River de Nevada
13. Colònia índia Winnemucca de Nevada
14. Tribu Paiute Yerington de la Colònia Yerington i Campbell Ranch
15. Tribu xoixoni Yomba de la reserva Yomba de Nevada

Diversos estats:
1. Tribus Confederades de la reserva índia Goshute, Nevada i Utah
2. Tribus de la reserva índia Fort Mojave, Arizona, Califòrnia i Nevada
3. Tribus paiute i xoixoni de la reserva índia Fort McDermitt, Nevada i Oregon
4. Tribu Washoe de Nevada i Califòrnia
  1. Colònia Carson
  2. Colònia Dresslerville
  3. Colònia Woodfords
  4. Colònia Stewart
  5. Ranxos Washoe

### Nou Mèxic
1. Nació Apatxe Jicarilla, Nou Mèxic
(antigament Tribu Apache Jicarilla de la reserva índia Jicarilla Apache)
2. Tribu Apatxe Mescalero de la reserva Mescalero, Nou Mèxic
3. Ohkay Owingeh
(antigament Pueblo de San Juan)
4. Pueblo Acoma
5. Pueblo de Cochiti
6. Pueblo de Jemez
7. Pueblo d'Isleta
8. Pueblo de Laguna
9. Pueblo de Nambe
10. Pueblo de Picuris
11. Pueblo de Pojoaque
12. Pueblo de San Felipe
13. Pueblo de San Ildefonso
14. Pueblo de Sandia
15. Pueblo de Santa Ana
16. Pueblo de Santa Clara
17. Pueblo de Santo Domingo
18. Pueblo de Taos
19. Pueblo de Tesuque
20. Pueblo de Zia
21. Tribu Zuni de la reserva Zuni

Diversos estats:
1. Nació Navajo, Arizona, Nou Mèxic i Utah
2. Tribu Ute Mountain de la reserva índia Ute Mountain, Colorado, Nou Mèxic i Utah

### Nova York
1. Nació Cayuga de Nova York
2. Nació Índia Oneida
3. Nació Onondaga de Nova York
4. Tribu Mohawk Saint Regis, Nova York
(abans Banda St Regis dels indis Mohawk de Nova York)
5. Nació Seneca de Nova York
6. Nació Shinnecock
7. Banda Tonawanda dels Seneca
8. Nació Tuscarora de Nova York

### Oklahoma
1. Tribu d'indis Absentee-Shawnee
2. Ciutat tribal Alabama-Quassarte
3. Tribu Apatxe d'Oklahoma
4. Nació Caddo d'Oklahoma
(antigament Tribu índia Caddo d'Oklahoma)
5. Nació Cherokee
6. Tribus Cheyenne i Arapaho
7. Nació Chickasaw
8. Nació Choctaw d'Oklahoma
9. Nació Citizen Potawatomi
10. Nació Comanxe
(abans Tribu índia Comanxe)
11. Nació Delaware
(abans Tribu Delawarede l'Oest d'Oklahoma)
12. Tribu d'indis Delaware
(antigament Cherokee Delaware)
(abans Delaware Orientals)
13. Tribu Eastern Shawnee
14. Tribu apatxe Fort Sill
15. Tribu Iowa d'Oklahoma
16. Nació Kaw
17. Ciutat tribal Kialegee
18. Tribu Kickapoo d'Oklahoma
19. Tribu Kiowa d'Oklahoma
20. Tribu Miami d'Oklahoma
21. Tribu Modoc d'Oklahoma
22. Nació Muscogee (Creek)
23. Nació Osage d'Oklahoma
24. Tribu Ottawa d'Oklahoma
25. Tribu Otoe-Missouria
26. Nació Pawnee d'Oklahoma
27. Tribu d'indis Peoria d'Oklahoma
28. Tribu Ponca d'Oklahoma
29. Tribu d'indis Quapaw d'Oklahoma
30. Nació Sac i Fox
31. Nació Seminola d'Oklahoma
32. Tribu Seneca-Cayuga d'Oklahoma
33. Tribu Shawnee d'Oklahoma
34. Ciutat tribal Thlopthlocco
35. Tribu d'indis Tonkawa d'Oklahoma
36. United Keetoowah Band d'indis Cherokee
37. Wichita i Tribus Afiliades (Wichita, Keechi, Waco & Tawakonie), Oklahoma
38. Nació Wyandotte

### Oregon
1. Tribu Paiute Burns de la colònia índia Burns d'Oregon
2. Tribus Confederades d'indis Coos, Lower Umpqua i Siuslaw
3. Tribus Confederades de la Comunitat de Grand Ronde d'Oregon
4. Tribus Confederades d'Indis Siletz
(abans «Tribus Confederades de la Reserva Siletz»)
5. Tribus Confederades de la Reserva índia Umatilla
6. Tribus Confederades de la reserva índia de Warm Springs
7. Tribu índia Coquille
8. Banda Cow Creek de la tribu d'indis Umpqua
9. Tribus Klamath d'Oregon

Dos estat:
1. Tribus paiute i xoixoni de la reserva índia Fort McDermitt, Nevada i Oregon

### Rhode Island
1. Tribu índia Narragansett de Rhode Island

### Texas
1. Tribus Alabama-Coushatta de Texas
2. Tribu tradicional Kickapoo de Texas
(abans Banda de Texas dels Kickapoo tradicionals)
3. Pueblo Ysleta del Sur

### Utah
1. Banda nord-oest de la Nació Xoixon de Utah (Washakie)
2. Tribu d'Indis Paiute de Utah
  1. Banda Cedar City de Paiutes
  2. Banda Kanosh de Paiutes
  3. Banda Koosharem de Paiutes
  4. Banda Indian Peaks de Paiutes
  5. Banda Shivwits de Paiutes
3. Banda Skull Valley d'indis Goshute de Utah
4. tribu Ute de la reserva Uintah i Ouray

Diversos estats:
1. Tribus Confederades de la reserva índia Goshute, Nevada i Utah
2. Nació Navajo, Arizona, Nou Mèxic i Utah
3. Tribu Ute Mountain de la reserva índia Ute Mountain, Colorado, Nou Mèxic i Utah

### Virgínia
1. Tribu India Nació Pamunkey de Virgínia

### Washington
1. Tribus Confederades de la reserva índia Chehalis
2. Tribus Confederades de la reserva índia Colville
3. Tribus Confederades i Bandes de la Nació Yakama
(abans Tribus Confederades i Bandes de la Nació Índia Yakama de la reserva Yakama)
4. Tribu índia Cowlitz
5. Tribu índia Hoh de la reserva índia Hoh
6. Tribu Jamestown S'Klallam de Washington
7. Comunitat índia Kalispel de la reserva índia Kalispel
8. Comunitat tribal Lower Elwha de la reserva Lower Elwha
9. Tribu Lummi de la reserva índia Lummi
10. Tribu índia Makah de la reserva índia Makah
11. Tribu índia Muckleshoot de la reserva Muckleshoot
12. Tribu índia Nisqually de la reserva Nisqually
13. Tribu índia Nooksack
14. Comunitat índia Port Gamble de la reserva Port Gamble de Washington
15. Tribu Puyallup de la reserva Puyallup
16. Tribu Quileute de la reserva índia Quileute
17. Tribu Quinault de la reserva índia Quinault
18. Tribu índia Samish
19. Tribu Sauk-Suiattle de Washington
20. Tribu Shoalwater Bay de la reserva índia Shoalwater Bay
21. Tribu índia Skokomish de la reserva índia Skokomish
22. Tribu Snoqualmie de Washington
23. Tribu Spokane de la reserva índia Spokane
24. Tribu Squaxin Island de la reserva índia Squaxin Island
25. Tribu Stillaguamish de Washington
26. Tribu Suquamish de la reserva índia de Port Madison
27. Indis Swinomish de la reserva índia Swinomish
28. Tribus Tulalip de la reserva Tulalip
29. Tribu Upper Skagit de Washington

### Wisconsin
1. Banda Bad River de la tribu índia Chippewa del Llac Superior de la reserva índia de Bad River, Wisconsin
2. Comunitat Potawatomi Forest County
3. Banda Lac Courte Oreilles dels indis Chippewa del Llac Superior de Wisconsin
4. Banda Lac du Flambeau dels indis Chippewa del Llac Superior de la reserva índia de Lac du Flambeau
5. Tribu índia Menominee de Wisconsin
6. Tribu d'indis Oneida de Wisconsin
7. Banda Red Cliff dels indis Chippewa del Llac Superior de Wisconsin
8. Indis Chippewa St. Croix de Wisconsin
9. Comunitat Chippewa Sokaogon
10. Comunitat Stockbridge-Munsee

Altres estats:
1. Nació Ho-Chunk de Wisconsin (també a Minnesota)
(antigament Tribu Winnebago de Wisconsin)
2. Tribu Chippewa de Minnesota
  1. Banda Fond du Lac dels Chippewa de Llac Superior (també a Wisconsin)

### Wyoming
1. Tribu Arapahoe de la reserva Wind River
2. Tribu Xoixoni de la reserva Wind River

## Registre Federal
El Registre Federal és usat per la BIA per publicar la llista d'"entitats índies reconegudes amb dret a rebre els serveis de l'Oficina d'Afers Indis dels Estats Units". Les tribus en els 48 estats contigus i les d'Alaska s'enumeren per separat.